# Saemundssonia incisa
Saemundssonia incisa är en insektsart som beskrevs av Günter Timmermann 1950. Saemundssonia incisa ingår i släktet Saemundssonia och familjen fjäderlöss. Inga underarter finns listade i Catalogue of Life.